# ルイージマンション
『ルイージマンション』（英題: Luigi's Mansion）は、2001年9月14日に任天堂が発売したニンテンドー ゲームキューブ用ソフトでローンチタイトルの一つ。略称は『ルイマン』。アメリカ合衆国では同年11月14日、ヨーロッパでは2002年5月3日に発売された。

## ゲーム内容
本作の物語は、ボス戦の間に探索可能な部屋がセットになった4つのエリアにわたって展開される。プレイヤーはエリア間やゲーム開始時にオヤ・マー博士の研究所で訓練室やギャラリーにアクセスすることもできる。各エリアでは、プレイヤーはルイージを操作して屋敷内の部屋を探索し、鍵を取得して鍵のかかったドアを開け、最終的にはエリアの最後でボスオバケと戦う。ルイージは任務を遂行するために、懐中電灯、および、オヤ・マー博士が提供した2つの発明品であるオバケ吸引用掃除機の「オバキューム」と多機能端末の「ゲームボーイホラー」を使用する。
オバケを捕獲するには、ルイージがまず懐中電灯でオバケを眩ませ、その心臓を露わにする必要がある。その後、オバキュームを使ってオバケを吸い込み、徐々にオバケのライフをゼロに減らし、捕獲する。オバケのライフが多いほど捕獲に時間がかかり、その間にオバケが逃げ出す可能性があり、ルイージはより危険にさらされる。ルイージのライフがオバケや事故によるダメージでゼロになるとゲームオーバーになる。
エリア完了後にはすべての肖像画のオバケがオヤ・マーによって絵画へ戻され、その絵画は研究所のギャラリーで閲覧可能になる。その後、結果画面ではルイージが捕獲した肖像画のオバケと、そのステージで回収した財宝の総額が表示される。最終ボス撃破後にはエンドクレジット終了後にランク（AからH）が与えられ、それはルイージが集めた財宝の量によって決まる。
ゲームクリア後には「隠し屋敷」というモードが解放され、このモードではオバキュームの性能やオバケの強さが向上する。ヨーロッパ版では、このモードで屋敷全体が以前のバージョンの鏡像となり、ボス戦の難易度が上昇し、オバケや肖像画のオバケの捕獲条件も厳しくなり、一部の部屋ではより多くのオバケが出現する。

## ストーリー
ルイージは、応募した覚えのないコンテストで屋敷を獲得したとの通知を受けたことを兄のマリオに伝え、夕方にその屋敷で会う約束をする。ルイージは地図を頼りに暗い森の中にある屋敷へ向かうが、写真で見たものよりも不気味な外観をしていることに気づく。マリオが見当たらない中、ルイージは一人で屋敷に入るが、そこでオバケに襲われる。すると、小柄で年老いた科学者のオヤ・マー博士によって思いがけず救われ、二人はその場から逃げ出す。オヤ・マー博士は、この屋敷が超自然的な起源を持ち、数日前に突然現れたものであると説明し、また、マリオが屋敷へ向かう姿を見たが、それ以降見ていないと伝える。マリオがルイージの兄であることを知ったオヤ・マー博士は、オバキュームとゲームボーイホラーを託し、ルイージは再び屋敷へ入りマリオを探すことになる。
屋敷を探索する中で、ルイージはこの屋敷がキングテレサによって作られたものであることを知る。キングテレサは、かつてオヤ・マー博士が自身の発明品「オバケ絵になるマシーン」で絵画化した特別なオバケたちを解放し、そのオバケたちの住処としてこの屋敷を作った。また、過去に倒されたテレサ（オバケ）たちへの報復として、ルイージに偽の通知を送り、マリオとルイージを罠にかけようとしたのである。暗い階層や廊下、鍵のかかった部屋を進む中で、ルイージはキングテレサによって絵画の中に閉じ込められたマリオを発見する。そして、最後のオバケを捕獲する過程で祭壇への鍵を手に入れたルイージは祭壇へ向かいキングテレサと対峙する。キングテレサは部下が捕らえられたことに激怒して絵画の中へルイージを引き込み、自身の幻影能力でクッパのレプリカを作り出し戦いを挑む。キングテレサを撃破したルイージは、マリオが閉じ込められた絵画を発見し、それを持ち帰る。翌朝、オヤ・マー博士はキングテレサと再捕獲したオバケたちを絵画化し、その後オバケ絵になるマシーンの逆機能でマリオを絵画から解放する。
エピローグでは、ルイージへの感謝の印としてオヤ・マー博士が屋敷跡地に新しい呪われていない家を建てる。その家の規模は冒険中にルイージが集めた財宝の量によって決まる。

## 登場キャラクター
ルイージ
マリオの双子の弟。本作の主役。臆病な性格で、特にオバケに対してはとても怖がりである。
オヤ・マー博士
お化けの研究をしている博士。オバキュームや、オバケを絵にするマシンを開発した。独特の言葉で喋り、特徴的な髪型をしている。
マリオ
ルイージの双子の兄。ルイージのマイホームゲット祝いのパーティに誘われたが、先に屋敷に向かい、行方不明になった。一言だけセリフを発する場面がある。
キノピオ
キノコ王国の兵士的存在。彼らもマリオを探すために屋敷内におり、屋敷の何箇所かで出会う。話しかけるとセーブができる。
オバケ
今作の敵キャラ。様々な種類がいる。ボスクラスのオバケはエリアクリア後、肖像画として封じ込められる。

## アイテム
オバキューム
オヤ・マー博士が発明した、オバケを吸い取ることができる掃除機。探索中は吸い込み口に懐中電灯を装着している。ライトをオバケに狙って照射すると一時的にフリーズする為、その隙を狙って吸い込む。また、ドアを吸い込むとガタガタ揺れるが、ニセモノのドアは揺れないので見分ける事ができる。
エレメントメダル
火、水、氷のエレメントメダルがあり、入手するとそれに対応するエレメントが出現するようになる。オバキュームで火、水、氷の各エレメントを吸い込むと、それぞれ火、水、冷気をオバキュームから放出したり、勢いよく塊を発射できるようになる。それぞれ以下のような特徴がある。
- 火 - 燭台に火を灯せる・ニセモノのドアを燃やし、一時的に消滅できる
- 水 - 燃えているドアを鎮火できる・敵のボーマの爆発を防げる
- 氷 - 水を凍らせる事で水漏れを防いだり、水面を歩く事ができる

ゲームボーイホラー
外観はゲームボーイカラーに似ている。地図の表示、怪しい場所の調査（サーチ）、吸い込んだオバケの表示など多機能。鏡をサーチするとエントランスにワープする事ができる。通信機としての機能もあり、時折オヤ・マー博士からの着信がある。この時、携帯電話のバイブレーション機能のようにコントローラが振動する演出がある。テレサレーダーが搭載されており、本体上部のランプが以下の3色で表示される。
- 青（点灯）- 自分がいる部屋にテレサはいない
- 黄（点滅）- 自分がいる部屋にテレサがいる
- 赤（激しく点滅）- テレサがすぐ近くにいる

ただし、テレサレーダーの精度はあまり良いとはいえず、テレサの顔が描かれたボールや爆弾などにも反応してしまうので、実際に家具を調べてみないと分からない。
部屋の鍵
屋敷のいたるところにあり、使うと鍵のかかった部屋に入れる。鍵があれば開くというわけではなく、鍵ごとに使う事の出来るドアが決まっており、入手した後ゲームボーイホラーで確認できる。ボスを倒して手に入る鍵はやや豪華（トランプのマークが描かれている）なデザインになっている。
オバケ絵になるマシーン
オヤ・マー博士の発明品。ルイージが使用するアイテムではなく、エリア成績の記録時に登場する。
本来目に見えないオバケの形を作り、肖像画として封じ込める機械。手順を逆さまにして使えば肖像画に封じ込められた存在を復元させることも可能（ラスボスであるキングテレサを吸い込んだ後、肖像画に閉じ込められていたマリオを、オバケ絵になるマシーンを手順を逆さまにして使用し、復元させるシーンが見られる。しかし戻される途中で感覚があるのか悲鳴を上げている）。
肖像画のオバケを吸い込む時に出るパールの大きさによって、絵や額縁が金・銀・銅の3段階に変化し、中のオバケも色に応じて表情や姿勢が変化する（ボスはルイージの残り体力で決まる）。

## 登場する場所

### マンション
地上4階建て（屋上を含む）と地下1階の構造をしている。ほとんどの部屋は施錠されており、すぐに入ることのできる場所は大抵暗く、オバケがいる。オバケ退治などでカギが手に入るようになっているが、一部ニセモノのドアもあり、一度でも開けてしまうと壁の間に挟まり体力が減る。蔦が絡みついたドアは入る事が出来ず触れると体力が減るが、条件を満たすと蔦が消滅して入れるようになる。
至るところでセーブポイントの役割を担うキノピオがいる他、ゲームボーイホラーでサーチすることでエントランスに戻ることのできる鏡が設置されている。

### オヤ・マー研究所（ラボ）
基本的にゲーム開始前（マンションに突入する前）の拠点のように登場し、今まで吸い込んだオバケの肖像画を閲覧できる「ギャラリー」と、オバキュームの操作をトレーニングできる「訓練場」がある。なお、トレーニング前の操作説明の画面でしばらく待つと、「どうぶつの森シリーズ」等で使用されている「けけソング」の一節が流れる。

### 本物の家
エンディングでは消滅したお化け屋敷に代わって、本物の屋敷が建てられる。この時、ルイージがお化け屋敷で集めたお金の総額によって、でき上がる家の大きさが違う。でき上がった家は写真に撮ってオヤ・マー研究所の展示室に飾られる。当然ながらお金が多いほど豪華で大きな家になっていくが、あまりにもお金が少ない場合、お金不足で家が建てられずテントになる。出来上がる家は以下の通りで特に記述がない限り「新・ルイージマンションへようこそ!」というメッセージで締めくくる。
1億G以上 - ランクA。教会、あるいは学校のような巨大な屋敷になる。このランクと後述のランクSは、「祝!豪華ルイージマンション完成!」のメッセージとなる。また、3DS移植版のみランクAを建てられる状態である特定の条件を満たすとさらに上のランクSになる。
7000万G - 9999万9999G - ランクB。ランクAには及ばないものの、充分豪華な屋敷になる。
6000万G - 6999万9999G - ランクC。大きな家になる。
5000万G - 5999万9999G - ランクD。中くらいの大きさの家になる。
4000万G - 4999万9999G - ランクE。普通の家になる。
2000万G - 3999万9999G - ランクF。小さな家になる。
500万G - 1999万9999G - ランクG。小屋になる。
500万G未満 - ランクH。家が建てられず、テントが張られる。いわゆるバッドエンドで、このランクのみ、「ルイージマンションは ゆめと消える。」というメッセージになる。

## 開発
本作は、ニンテンドー ゲームキューブのグラフィック性能を披露するために、任天堂スペースワールド2000で技術デモンストレーションとして発表された。フルモーションビデオ映像には、後の予告編やコマーシャルで見られたシーンが含まれていたが、最終版では使用されなかった。この映像には、ルイージが恐怖でカメラに向かって叫ぶシーン、玄関ホールで見知らぬオバケから逃げるシーン、客間でオバケがカードをしているシーン、オバケがルイージの周りを回るシーン、そして雷が光る中、憂鬱そうなルイージが屋敷の外に立っているシーンなどが含まれていた。これらの映像は、ゲームキューブへの敬意を表するために、3つのグラフィック制作会社によってアニメーション化された。制作後まもなく、任天堂はこのデモを本格的なビデオゲームにすることを決定した。1年後、本作はゲームキューブ本体と共にElectronic Entertainment Expoで公開された。開発は紺野秀樹、宮本茂、手塚卓志が主導した。最終版に近い新しいバージョンのゲームは、任天堂スペースワールド2001で公開された。
本作の当初の計画では、大きな屋敷や複合施設を中心に展開するゲームを想定し、人形の家やその他の建物でマリオのキャラクターを使ったベータテストが行われた。その後、光の当て方に関する技術が開発されるにつれて、暗闇と影が重要な焦点となり、最終的には古いアメリカンスタイルのお化け屋敷が舞台として選ばれた。ゲームキューブプロジェクトに移行する際、ゲームを斬新なものにするために、ルイージが主人公に選ばれた。オバケやオバケを吸い込む掃除機などの他のゲームプレイのアイデアは後から追加された。部屋をリアルタイムに変更するRPGのようなシステムや、屋敷の下にある洞窟エリアなどの古いコンセプトは、新しいアイデアの追加により廃止された。
すべてのゲームキューブ本体は立体3D表示に対応しており、本作もこの機能を利用する予定だった。しかし、当時は3Dテレビが普及しておらず、互換性のあるディスプレイが消費者にとって非常に高価になると判断された。その結果、開発以外ではこの機能は有効にならなかった。

## 評価
ルイージマンションは、批評家から好意的に評価され、グラフィック、デザイン、ゲームプレイが称賛された。『GameSpot』は、本作が「いくつかの新鮮なアイデア」と「輝きの瞬間」を特徴としていると述べた。ゲーム雑誌『Nintendo Power』は、「巧妙なパズルと革新的なゲームプレイ」により「楽しめる内容」と評価した。『GameSpy』は、「素晴らしいビジュアル、想像力豊かなゲームデザイン、そしてクラシックな任天堂の魔法」が本作の特徴だと述べた。『GamePro』は本作を「ゲームデザインの見事な例」と呼んだ。『GameRevolution』は「グラフィックが非常に美しく、興味深いゲームメカニクスが楽しめる」と評価した。アメリカの出版物『Game Informer』はゲームプレイを称賛し、「宮本茂の最高傑作に匹敵する素晴らしい内容」と述べた。
音声についても評価され、『IGN』はルイージの声を「かわいらしく、ユーモラスで満足感がある」と称賛した。また、『GameSpy』はサウンドトラックについて「控えめで楽しく、ゲーム全体を通して完全に適している」と述べた。日本のゲーム雑誌『ファミ通』は本作にゴールド評価を与え、操作システムが最初は難しいもののうまく機能していると指摘した。
本作はその短さを主な理由として批判も受けた。『GameSpot』は本作について「マリオの冒険のクラシックな地位に匹敵することはできない」とし、「クリアにかかる時間が短いため、強くおすすめするのは難しい」と述べた。ただし、レビューでは短いプレイ時間がゲームプレイや音声が退屈になるのを防いでいるとも評価している。また、『GameSpot』は後に本作を2001年の「最も失望したゲーム」に選出した。
『GameSpy』もゲームの短さを批判し、約6時間でクリア可能だと述べた。Allgameは本作について、「長期的にはまとまりのあるゲームプレイ体験を提供することに失敗している」と評した。『IGN』のフラン・ミラベラ3世は、本作を「予測可能で型にはまったゲームプレイ」のため標準以下だと感じた。G4のテレビ番組『X-Play』では、特集マリオゲームとメディア内で本作を批判し、ゲームキューブで初めてのマリオゲームを待ち望んでいたプレイヤーにとって失望だったと述べた。
一方で、本作は2002年のBAFTA Interactive Entertainment Awardsで音声部門賞を受賞した。また、『Official Nintendo Magazine』による任天堂ゲーム歴代トップ100では99位にランクインした。

### 売上
商業的に、本作はゲームキューブの最も成功したローンチタイトルであり、2001年11月のベストセラーゲームである。アメリカ合衆国での発売初週には257,000本を販売した。任天堂によると、本作はゲームキューブの発売時における売上の大きな牽引役であり、『スーパーマリオ64』の発売初週の売上を上回った。日本での売上は約348,000本と振るわなかったものの、アメリカ合衆国では5番目に売れたゲームキューブゲームとなり、約219万本を販売した。2020年までに全世界で合計333万本を販売した。また、本作は『大乱闘スマッシュブラザーズDX』や『ピクミン』と共に、ゲームキューブの最初のPlayer's Choiceタイトルの一つとなった。

## ニンテンドー3DS版
ニンテンドー3DS向けに任天堂とグレッゾが共同開発したルイージマンションのリメイク版が、2018年3月8日に発表され、2018年10月12日に発売された。  
2018年時点では、日本で90,410本を販売し、『メイド イン ワリオ ゴージャス』、『名探偵ピカチュウ』に次ぐ、2018年で3番目に売れたニンテンドー3DS用ソフトとなっている。
以下の項目では、主に移植にともなう変更点・追加点を記述する。

### システム
ゲームキューブ版のメインモードと2人で遊ぶモードがある。ソフトが1本あればトレーニングとボスリトライが遊べ、ソフトが2本あればそれらに加えて屋敷の全エリアの探索もできる。2Pはルイージそっくりの姿で全身が緑色の「グーイージ」を操作する。
amiiboに対応しており、キャラクターによって異なる効果でルイージをサポートしてくれる。また、Newニンテンドー3DSでプレイすると、Cスティックでの操作が追加される。

### キャラクター
オヤ・マー博士
『ルイージマンション2』と『ルイージマンション3』の間の時間軸のオヤ・マー博士。ゴーゴーカメラを改造し、未来から通信してきて「グーイージ」を送り込んでくる。
会話中のテーマ曲も『ルイージマンション2』のものが使われている。また『ルイージマンション3』の公式サイトにある「オヤ・マー博士の研究日誌」によると本作はゲームキューブ版の並行世界ではないかと思われる内容が書かれている。
グーイージ
全身が緑色でルイージのような形をしている。未来のオヤ・マー博士が開発し、「グー」と呼ばれる物質がルイージの形になった。後の『ルイージマンション3』ではルイージの相棒として登場する。

### アイテム
オバキューム
設定画面で、ゲームキューブ版のようにライトを当てるとオバケが驚く「オリジナル」と、『ルイージマンション2』のようにAボタン（またはNew 3DSのZRボタン）で強い光を放つとオバケが驚く「ストロボ」に切り替える事が出来る。
ゲームボーイホラー
マップやアイテムなどが『ゼルダの伝説 時のオカリナ 3D』のように下画面に表示されるようになった。

### オヤ・マー研究所（ラボ）
ギャラリー
一度倒したオバケと何度でも戦えるボスリトライが追加された。肖像画を調べることで挑戦を行うことができる。
良い成績を残すことで、肖像画のランクを更新することができる。

### 評価（ニンテンドー3DS版）
リメイク版に対する批評家の評価は概ね好意的だった。レビュー担当者は、刷新されたビジュアルに注がれた努力を評価し、多くの人がオリジナル版発売から17年経ってもコアな体験は大きく損なわれていないと考えている。各媒体はまた、立体視3Dと2つの画面の実装、ボスラッシュモードやPAL版の隠し屋敷などの新しいコンテンツについても肯定的に語っている。